# دلتا کینگ
دلتا کینگ (به انگلیسی: Delta King) یک کشتی است که طول آن ۲۸۵ فوت (۸۷ متر) می‌باشد. این کشتی در سال ۱۹۲۷ ساخته شد. نیروی محرکهٔ این کشتی که برابر با ۲۰۰۰ اسب بخار است از دیگ بخار تأمین می‌شود و در انتهای کشتی به یک چرخ پره دار منتقل می‌گردد.
این کشتی فاصلهٔ بین شهرهای ساکرامنتو و سانفرانسیسکو را طی تقریباً ۱۰ ساعت می‌پیماید. کشتی دلتا کینگ خواهر کشتی دلتا کویین شناخته می‌شود که هر دو در ۱۹۲۷ به آب انداخته شدند.